# 315941 Elenagómez
315941 Elenagómez è un asteroide troiano di Giove del campo greco. Scoperto nel 2008, presenta un'orbita caratterizzata da un semiasse maggiore pari a 5,256352 UA e da un'eccentricità di 0,170879, inclinata di 2,341504° rispetto all'eclittica. Ha un diametro di 8,050 km e un'albedo di 0,075.
L'asteroide è stato scoperto dall'osservatorio astronomico di La Sagra, coordinato dall'osservatorio astronomico di Maiorca ed è dedicato a Elena Gómez Servera, ginnasta spagnola.